# Comuna Izola
Comuna Izola (în italiană: Isola) este o comună situată în partea de sud-vest a Sloveniei. Are o suprafață de 28,6 km2 și cuprinde 9 localități: Baredi, Cetore (it. Settore), Dobrava, Izola (reședința comunei), Jagodje (it. Valleggia), Korte (it. Corte), Malija (it. Malio), Nožed (it. Nosedo), Šared (it. Saredo). Are o populație de 14549 locuitori.

## Localități
Baredi, Cetore, Dobrava/Dobrava, Izola/Isola, Jagodje/Valleggia, Korte, Malija, Nožed, Šared